# Green Eyed Soul
Green Eyed Soul ist das Debütalbum der deutschen Popsängerin Sarah Connor aus dem Jahr 2001.

## Hintergrund
Für ihr Debütalbum arbeitete Connor mehrere Monate mit den Produzenten Kay Denar, Rob Tyger, Bülent Aris, Daniel Troha und Triage zusammen. Den Titel Green Eyed Soul erklärte Connor folgendermaßen:

„Im Amerika der 60er Jahre hat man R’n’B-Musik, die von weißen Künstlern gespielt wurde, als Blue-Eyed Soul bezeichnet. Meine Augen sind grün, meine Musik kommt aus der Seele – Green Eyed Soul.“

Bevor am 26. November 2001 Connors Debütalbum erschien, wurden bereits drei Singles daraus ausgekoppelt. Die Debütsingle Let’s Get Back to Bed – Boy! wurde im Mai 2001 veröffentlicht, schaffte es in vier Ländern in die Top 10 und stieg in den UK-Charts auf Platz 16 ein. Hierfür erhielt Sarah Connor vom Musiksender VIVA den Comet in der Kategorie Newcomer National. Im August 2001 folgte die zweite Single French Kissing.
Mit der dritten Single From Sarah with Love, die drei Wochen vor dem Album erschien, schaffte sie es erstmals auf Platz eins der deutschen Charts. Der Song wurde bei der Echo-Verleihung 2002 als „Beste Nationale Single“ nominiert und mit Platin ausgezeichnet. Neben Deutschland landete sie auch in der Schweiz, Polen und Portugal auf dem ersten Platz der Charts und erreichte die Top-10 in Österreich, Belgien, Finnland, den Niederlanden und Griechenland. Insgesamt stand From Sarah with Love 36 Wochen in den Charts der Schweiz, 22 Wochen in den österreichischen Charts, 17 Wochen in den schwedischen Charts und 11 Wochen in den Charts Finnlands. Das Lied If U Were My Man wurde als vierte und letzte Single im Juli 2002 nur in Finnland veröffentlicht.
Green Eyed Soul stieg auf Platz drei der deutschen Albumcharts ein und erreichte innerhalb einer Woche Goldstatus. In der dritten Chartwoche erreichte das Album mit Platz zwei seine höchste Platzierung. In den deutschen Album-Charts des Jahres 2002 erreichte das Album Platz 28. Auch in Österreich und der Schweiz platzierte es sich in den Top-10 und erlangte die Top-20 in Finnland, Polen, Griechenland, Holland und Portugal.
Das Album bietet einen Mix aus Balladen, R‘n’B-Stücken, HipHop-Parts und Blackmusic. Das erste Lied, welches Connor für das Album aufnahm, war Where Do We (Go from Here). Bei den Liedern Let’s Get Back to Bed – Boy! und Magic Ride (Whatever U Wish 4) wirkt der amerikanische R&B- und Hip-Hop-Sänger TQ als Gastsänger mit. Er schrieb und produzierte eigens für Connors Debütalbum das Lied Can’t Get None. Das Lied In My House ist ein Cover des gleichnamigen Songs der Mary Jane Girls.

## Titelliste
1. Let’s Get Back to Bed – Boy! (feat. TQ) (Rob Tyger, Kay Denar, Terrance Quaites) – 3:56
2. If U Were My Man (Troy Samson, Bülent Aris) – 3:38
3. French Kissing (Tyger, Denar, Teddy Riley, Chauncey Hannibal, Lynise Walters, William Steward, Dr. Dre) – 3:35
4. Magic Ride (Whatever U Wish 4) (feat. TQ) (Eddie Martin, Kenny Yeomans, Quaites) – 4:29
5. From Sarah with Love (Tyger, Denar, Sarah Connor) – 5:08
6. Make U High (Tyger, Denar, Connor) – 3:33
7. In My House (Rick James) – 3:13
8. Where Do We (Go from Here) (Adam Charon, Mekong Age, Rufi-Oh) – 3:55
9. I Can’t Lie (Martin, Yeomans) – 3:42
10. Imagining (Martin, Yeomans) – 5:23
11. Every Little Thing (Nosie Katzmann, Aris, Daniel Troha) – 3:37
12. Undressed (Tyger, Denar) – 3:38
13. Can’t Get None (Quaites) – 3:58
14. Man of My Dreams (Aris, Chris Tonino, Michael Eirich) – 3:11
15. Let Us Come 2gether (Tyger, Denar) – 3:53
16. When I Dream (Charon, Age, Rufi-Oh, Connor) – 3:29
17. Let’s Get Back to Bed – Boy! (Gena B. Good-Remix feat. TQ) – 3:56

## Singleauskopplungen
| Jahr | Titel                        | Höchstplatzierung, Gesamtwochen, AuszeichnungChartplatzierungen (Jahr, Titel, , Platzierungen, Wochen, Auszeichnungen, Anmerkungen) | Höchstplatzierung, Gesamtwochen, AuszeichnungChartplatzierungen (Jahr, Titel, , Platzierungen, Wochen, Auszeichnungen, Anmerkungen) | Höchstplatzierung, Gesamtwochen, AuszeichnungChartplatzierungen (Jahr, Titel, , Platzierungen, Wochen, Auszeichnungen, Anmerkungen) | Höchstplatzierung, Gesamtwochen, AuszeichnungChartplatzierungen (Jahr, Titel, , Platzierungen, Wochen, Auszeichnungen, Anmerkungen) | Anmerkungen                                                     |
| Jahr | Titel                        | DE | AT | CH | UK | Anmerkungen                                                     |
| ---- | ---------------------------- | --- | --- | --- | --- | --------------------------------------------------------------- |
| 2001 | Let’s Get Back to Bed – Boy! | DE2 Gold · (17 Wo.)DE | AT5 Gold · (24 Wo.)AT | CH9 (23 Wo.)CH | UK16 (5 Wo.)UK | Erstveröffentlichung: 7. Mai 2001 Verkäufe: + 380.000; feat. TQ |
| 2001 | French Kissing               | DE26 (11 Wo.)DE | AT18 (13 Wo.)AT | CH53 (13 Wo.)CH | — | Erstveröffentlichung: 20. August 2001                           |
| 2001 | From Sarah with Love         | DE1 ×3Dreifachgold · (20 Wo.)DE | AT2 Gold · (22 Wo.)AT | CH1 Platin · (36 Wo.)CH | — | Erstveröffentlichung: 5. November 2001 Verkäufe: + 895.000      |

## Rezeption

### Rezensionen
Michael Frömmer von Laut.de gibt dem Album zwei von fünf möglichen Punkten. Er lobt das gesangliche Potenzial von Sarah Connor und die Laufzeit der CD, die dem Käufer mit 17 Titeln und einer Stunde Laufzeit eine Seltenheit biete. Für Soulmusik ist ihm Sarah Connor auf dem Album zu unauthentisch, da ihr die Leidenschaft fehle. Die ersten beiden Singleauskopplungen Let's Get Back to Bed, Boy! und French Kissing bezeichnet Frömmer als „sampleüberladene Retortenhits“. Andere Lieder hält er für textlich niveauvoller, jedoch böten die meisten musikalisch nur Altbekanntes.

### Chartplatzierungen
| ChartsChartplatzierungen | Höchstplatzierung | Wochen |
| ------------------------ | ----------------- | ------ |
| Deutschland (GfK)        | 2 (22 Wo.)        | 22     |
| Österreich (Ö3)          | 4 (18 Wo.)        | 18     |
| Schweiz (IFPI)           | 3 (23 Wo.)        | 23     |

| ChartsJahrescharts (2002) | Platzierung |
| ------------------------- | ----------- |
| Deutschland (GfK)         | 28          |
| Österreich (Ö3)           | 19          |
| Schweiz (IFPI)            | 36          |

### Auszeichnungen für Musikverkäufe
| Land/Region        | Auszeichnungen für Musikverkäufe (Land/Region, Auszeichnung, Verkäufe) | Verkäufe |
| ------------------ | ---------------------------------------------------------------------- | -------- |
| Deutschland (BVMI) | 3× Gold                                                                | 450.000  |
| Finnland (IFPI)    | Platin                                                                 | 31.320   |
| Österreich (IFPI)  | Gold                                                                   | 20.000   |
| Polen (ZPAV)       | Gold                                                                   | 20.000   |
| Schweiz (IFPI)     | Gold                                                                   | 20.000   |
| Insgesamt          | 4× Gold · 2× Platin ·                                                  | 541.320  |